# Киргизы в Узбекистане
Киргизы в Узбекистане — жители Узбекистана, являющиеся этническими киргизами. Киргизы являются национальным меньшинством в Узбекистане и шестым по численности среди всех этносов страны. В Узбекистане проживает самая крупная в мире (за пределами Кыргызстана) киргизская община.

## Андижанские киргизы

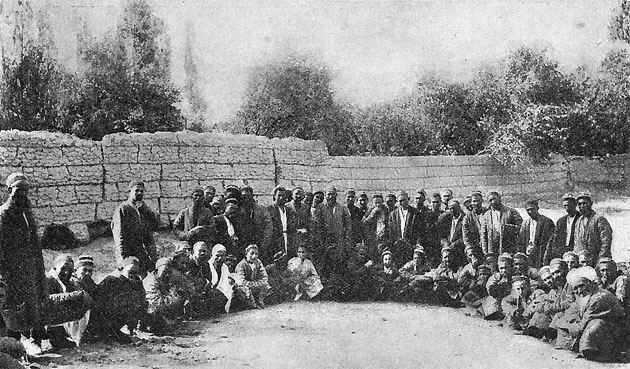
Андижанские киргизы. Кургантепинский район, XX век

Андижанские киргизы (самоназвание — андижан кыргыздары, себей кыргыздары) — этническая группа в Андижанской области, субэтнос киргизов. В Кургантепинском районе андижанские киргизы живут в сёлах Канди, Дардак, Баштут, Азат, Намуна, Чирактамга, Дардактепа, Манас (мукур), Ёртибаш, Ишанабад, Ахунбабаев, Алтынсай, Суткон, Коштепа, Иштимаят, Маданият, Ашкалтепа, Янгиабад и Карасадак. В Жалакудукском районе они проживают в сёлах Абдулабий, Болгария, Кутурма, Аим, Бирлашган, Яркишлак, Пахтакор, Топайыл, Южный Аламушук и др. В Ханабаде киргизы живут в сёлах Кыдырша, Тапалино, Карабагыш, Алчалы, частично в Султанабад, а также на многих прикутанных хозяйствах. Андижанские киргизы-переселенцы также живут в Мархамат, Булакбашы и Хужаабадском районах.

## Динамика численности киргизов в Узбекистане
- 1926 г. — 79 333 (без учёта Таджикистана, который в тот период был в составе Узбекской ССР)[10]
- 1939 г. — 89 044 чел.[11]
- 1959 г. — 92 725 чел.[12]
- 1970 г. — 110 864 чел.[13]
- 1979 г. — 142 182 чел.[14]
- 1989 г. — 174 907 чел.[3]
- 1991 г. — 182,6 тыс. чел.[2]
- 2011 г. — 254,6 тыс. чел.[2]
- 2017 г. — 274,4 тыс. чел.[2]

## Расселение киргизов в Узбекистане

### Согласно переписи 1926 года
- Андижанский округ — 46 274[15]
- Бухарский округ — 463[16]
- Зеравшанский округ — 37[17]
- Самаркандский округ — 3014[18]
- Ташкентский округ — 3175[19]
- Ферганский округ — 12686[20]
- Ходжентский округ — 1946[21]
- Хорезмский округ — 225[22]
- Исфанейский район — 11475[23], в 1928 году был передан в состав Киргизской АССР.
- Таджикская АССР — 11410[24]

### Согласно переписи 1939 года
Самаркандская область — 7318, в том числе:
- Галля-Аральский район — 2837[26]
- Зааминский район — 4356[27]

Ташкентская область, в том числе:
- Ак-Курганский район — 215[28]
- Паркентский район — 1425[29]

Ферганская область — 77701, в том числе:
- г. Андижан — 328[31]
- г. Коканд — 196[32]
- г. Наманган — 134[33]
- Аимский район — 5765[34]
- Алты-Арыкский район — 1524[35]
- Алтын-Кульский район — 147[36]
- Андижанский район — 1055[37]
- Багдадский район — 163[38]
- Ворошиловский район — 10605[39]
- Джалял-Кудукский район — 8982[40]
- Избаскентский район — 1011[41]
- Кагановичский район — 2236[42]
- Кассан-Сайский район — 850[43]
- Куйбышевский район — 2552[44]
- Кувинский район — 2357[45]
- Ленинский район — 2818[46]
- Маргеланский район — 3094[47]
- Мархаматский район — 3146[48]
- Молотовский район — 1756[49]
- Наманганский район — 238[50]
- Нарынский район — 2780[51]
- Папский район — 202[52]
- Пахта-Абадский район — 1226[53]
- Сталинский район — 591[54]
- Ташлакский район — 3299[55]
- Тюря-Курганский район — 508[56]
- Уйчинский район — 1462[57]
- Уч-Курганский район — 2598[58]
- Ферганский район — 4009[59]
- Фрунзенский район — 155[60]
- Ходжи-Абадский район — 5371[61]
- Чустский район — 794[62]
- Янги-Курганский район — 5356[63]

### Согласно переписи 1959 года
- Андижанская область — 38273[64]
- Бухарская область — 318[65]
- Наманганская область — 15411[66]
- Самаркандская область — 6648[67]
- Сурхан-Дарьинская область — 104[68]
- город Ташкент — 428[69]
- Ташкентская область — 6118[70]
- Ферганская область — 25210[71]
- Каракалпакская АССР — 177[72]

### Согласно переписи 1970 года
- Андижанская область — 45575[73]
- Бухарская область — 316[74]
- Кашкадарьинская область — 48[75]
- Наманганская область — 13502[76]
- Самаркандская область — 3632[77]
- Сурхандарьинская область — 69[78]
- город Ташкент — 1105[79]
- Ташкентская область — 7140[80]
- Ферганская область — 29999[81]
- Хорезмская область — 15[82]
- Каракалпакская АССР — 400[83]

## Образование и СМИ на киргизском языке в Узбекистане
В Узбекистане функционирует 64 школы с киргизским языком обучения и 27 киргизско-узбекских. В них обучаются 13 782 детей. Обеспечение учебной литературой составляет 93,2 %. В 2005-06 учебном году было издано более 63 тыс. экземпляров учебников 72-х наименований. При издательстве «Узбекистан» создана специальная редакция, которая работает над подготовкой к изданию учебников для киргизских школ, на канале Узбекского телевидения регулярно выходит в эфир популярная передача «Айчурек», на радио — передача «Эламан» на киргизском языке.